# Raymond Stevens
Raymond Stevens, född den 26 juli 1963 i Camberley, Storbritannien, är en brittisk judoutövare.
Han tog OS-silver i herrarnas halv tungvikt i samband med de olympiska judotävlingarna 1992 i Barcelona.